# Kiblawan, Davao del Sur

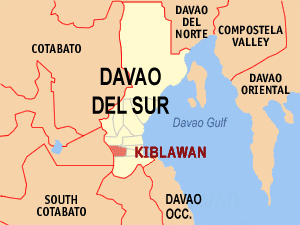
Bản đồ của Davao del Sur với vị trí của Kiblawan

Kiblawan là một đô thị hạng 4 ở tỉnh Davao del Sur, Philippines. Theo điều tra dân số năm 2000, đô thị này có dân số 41.275 người trong 8.339 hộ.

## Các đơn vị hành chính
Kiblawan được chia thành 30 barangay.
| - Abnate - Bagong Negros - Bagong Silang - Bagumbayan - Balasiao - Bonifacio - Bunot - Cogon-Bacaca - Dapok - Ihan - Kibongbong - Kimlawis - Kisulan - Lati-an - Manual | - Maraga-a - Molopolo - New Sibonga - Panaglib - Pasig - Poblacion - Pocaleel - San Isidro - San Jose - San Pedro - Santo Niño - Tacub - Tacul - Waterfall - Bulol-Salo |